# Суперкубок Ісландії з футболу 1987
Суперкубок Ісландії з футболу 1987 — 19-й розіграш турніру. Матч відбувся 16 травня 1987 року між чемпіоном Ісландії клубом Фрам та володарем кубка Ісландії клубом Акранес.
| Володар Суперкубка Ісландії 1987 |
| -------------------------------- |
|                                  |
| Акранес Другий титул             |

## Матч

### Деталі
| 16 травня 1987 |

| Акранес             | 2:0      | Фрам |
| ------------------- | -------- | ---- |
| Сігурдссон 28', 54' | Протокол |      |

| Акранесволлур, Акранес |